# Supercoppa italiana 2004 (pallavolo maschile)
La Supercoppa italiana di pallavolo maschile 2004 si è svolta il 12 ottobre 2004: al torneo hanno partecipato due squadre di club italiane e la vittoria finale è andata per la quinta volta, la seconda consecutiva, al Volley Treviso.

## Regolamento
Le squadre hanno disputato una gara unica.

## Squadre partecipanti
| Squadra  | Qualificazione                                   | Ultima partecipazione    |
| -------- | ------------------------------------------------ | ------------------------ |
| Piemonte | Finalista Coppa Italia 2003-04                   | Supercoppa italiana 2002 |
| Treviso  | Vincitrice Serie A1 2003-04/Coppa Italia 2003-04 | Supercoppa italiana 2003 |

## Torneo
| 12 ottobre 2004 PalaMaggetti, Roseto degli Abruzzi Durata: 1h:18 - Spettatori: 3 100 | Treviso | 3 - 0 | Piemonte | 25-19, 27-25, 25-15 |